# William Wallace Denslow
William Wallace "W. W." Denslow (5 de maig del 1856 - 29 de març del 1915) va ser un il·lustrador i caricaturista estatunidenca recordat pel seu treball en col·laboració amb l'autor L. Frank Baum, especialment les seves il·lustracions en El màgic d'Oz.

## Biografia
Nascut a Filadèlfia, Denslow va passar períodes breus al National Academy of Design i la Cooper Union de Nova York, però va ser en gran part autodidacta i autoentrenat. En la dècada de 1880, va viatjar als Estats Units com a reporter artista; va arribar a Chicago per a l'exposició colombina del món el 1893, i va decidir quedar-se. Denslow va adquirir la seva més primerenca reputació com un artista del cartell; va dissenyar també llibres i ex-libris, i fou el primer artista convidat a treballar en el Roycroft Press.
Es creu que Denslow va conèixer Baum al Club de Premsa de Chicago, on els dos homes eren membres. A més d'El màgic d'Oz, Denslow també va il·lustrar llibres de Baum com By the Candelabra's Glare, Father Goose: His Book, and Dot and Tot of Merryland. Baum i Denslow porten a terme els drets d'autor de la major part d'aquestes obres de forma conjunta.
Denslow es va barallar amb Baum sobre part dels drets de l'adaptació 1,902 d'El màgic d'Oz, per la qual cosa Baum va escriure el guió i Denslow va dissenyar els decorats i el vestuari, Baum va decidir, des d'aleshores, a no treballar amb ell de nou. Denslow il·lustra una edició de cançons de bressol tradicionals titulades Denslow's Mother Goose (1901), juntament amb Denslow's Night Before Christmas (1902) i 18 volums de la sèrie Denslow's Picture Books (1903-1904). També va utilitzar el seu dret d'autor a l'art dels llibres de Baum per crear tires còmiques de diaris que ofereixen Father Goose i l'Espantaocells i el Llenyataire de Llauna durant la primera dècada del segle xx. També va crear la tira còmica Billy Bounce, que destaca com una de les historietes més primerenques en què el protagonista té algun tipus de súper poders.
Els drets d'autor de les versions impreses i de l'etapa d'El màgic d'Oz van ser suficients per permetre Denslow la compra de l'illa de Bluck, Bermudes, i coronar-se rei Denslow I.
Denslow va escriure i va il·lustrar un llibre per a nens anomenat The Pearl and the Pumpkin.

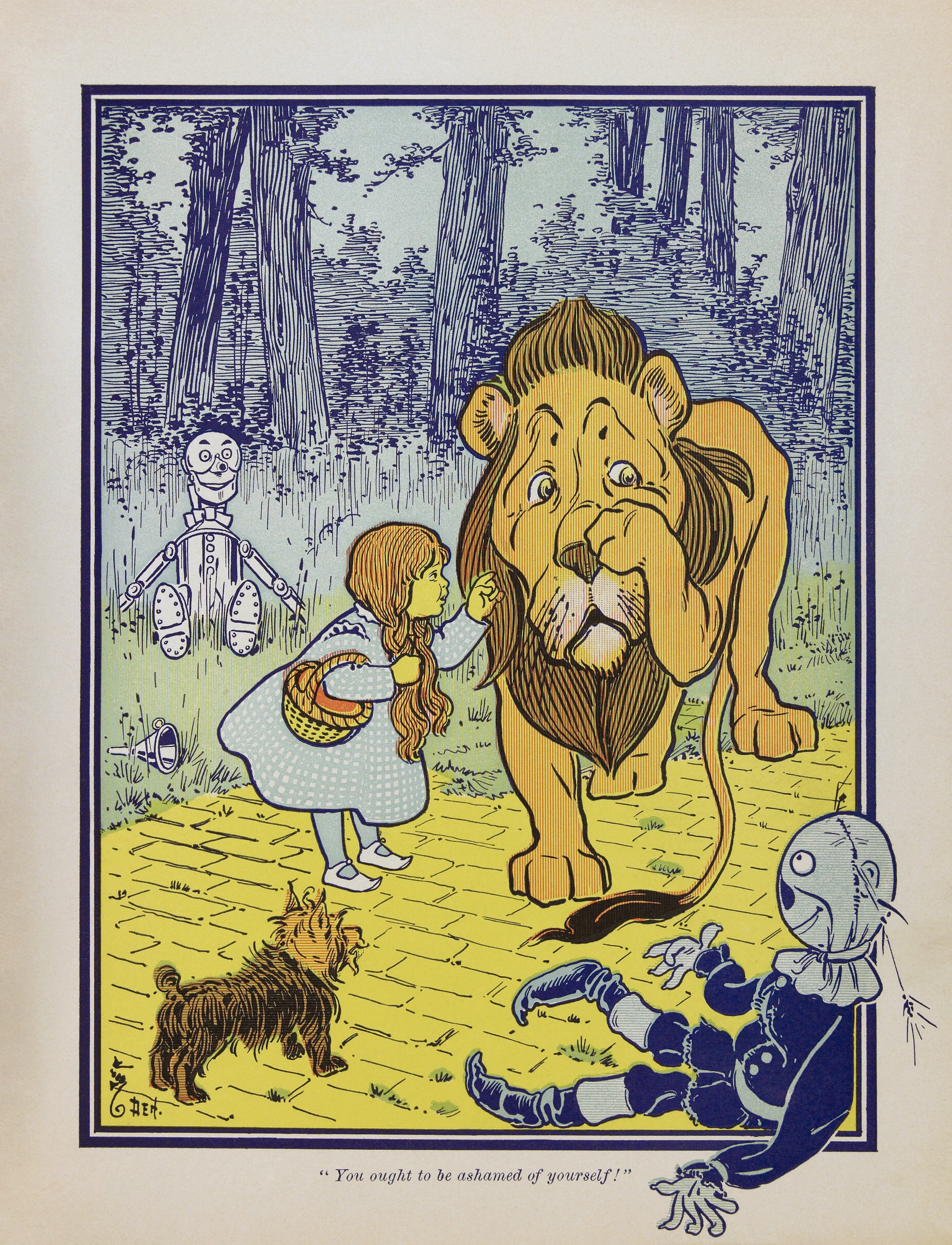
Dorothy es troba amb el Lleó Covard, des de la primera edició d'El màgic d'Oz.

## Vida personal
Denslow va tenir tres esposes i es va divorciar tres vegades. La seva primera esposa, Annie McCartney (de soltera, Anna M. Lowe, 1856-1908) es va casar amb ell el 1882 i va donar a llum al seu únic fill, un nen, a l'any següent. La parella ja es van separar, però, Denslow mai va veure el seu fill. Finalment es van divorciar el 1896. Aquell mateix dia, el 20 de febrer de 1896, Denslow es va casar amb Anne Holden Denslow, la filla de Martha Holden, escriptora. El matrimoni no va durar molt. Anne va sol·licitar el divorci al setembre de 1903, al·legant que ell li va dir el juny de 1901 que no l'estimava i que es negava a viure amb ella. En menys d'un mes es va casar amb un jove artista, el seu amic, Lawrence Mazzanovich, i se'n va anar amb ell a París. Denslow després es va casar amb la seva tercera esposa, la senyora Frances G. Doolittle ho van deixar el 1906 i finalment es van divorciar el 1911. Es va tornar a escriure el seu testament el 1914 deixant els seus béns a una quarta dona.

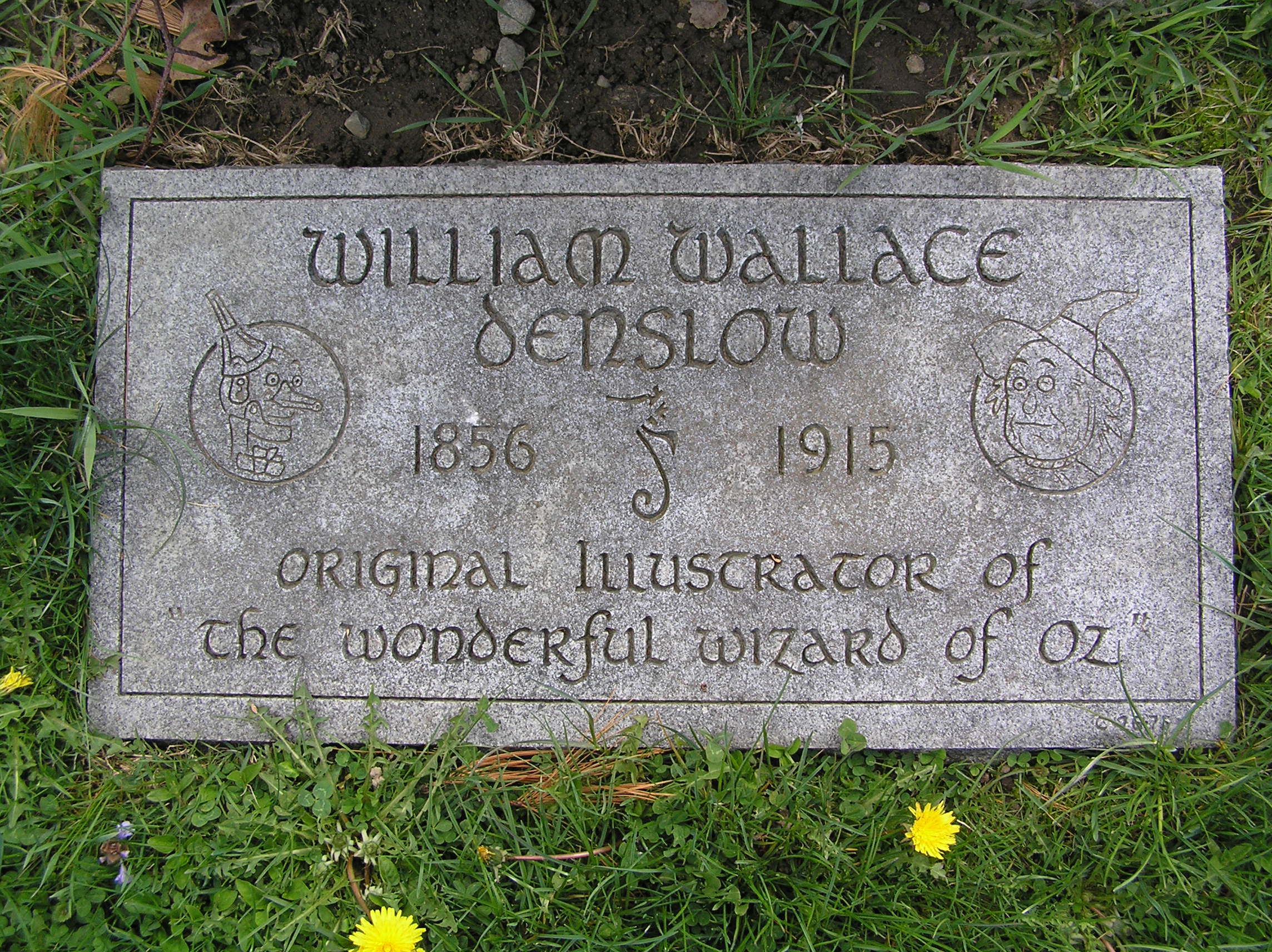
La làpida de William Wallace Denslow al cementiri de Kensico, amb la seva insígnia d'un cavallet de mar i les imatges de l'Espantaocells i el Llenyetaire de llauna